# Virginians de Richmond
 (juillet 2017).
Si vous disposez d'ouvrages ou d'articles de référence ou si vous connaissez des sites web de qualité traitant du thème abordé ici, merci de compléter l'article en donnant les références utiles à sa vérifiabilité et en les liant à la section « Notes et références ».
Les Virginians de Richmond sont un ancien club de baseball professionnel américain, de niveau Triple-A, basé à Richmond, ville de l'État de Virginie.

## Histoire
Des clubs de baseball portant le nom de Virginians ont existé à Richmond avant 1954.
Le club a évolué de sa création en 1954 à son déménagement en 1964 en Ligue internationale.
Les Virginians ont été affiliés aux Yankees de New York de 1956 à 1964.
Le club jouait ses matches à domicile au Parker Field.